# Line GoGo! TwinBee
LINE GoGo! TwinBee (ライン ゴーゴー! ツインビー?) es un videojuego de tipo matamarcianos para iOS y Android desarrollado por Dracolle Studios y publicado por Konami el 20 de mayo de 2013, solamente en Japón. El juego de matamarcianos fue Twinbee, aunque fue el sucessor de TwinBee, Moero! TwinBee, TwinBee 3, TwinBee Da!!, Detana!! TwinBee, Pop'n TwinBee y TwinBee Yahoo!, de los mejores juegos durante 18 años.